# Addingham
Addingham är en ort och civil parish i Bradford i Storbritannien. Den ligger i grevskapet West Yorkshire och riksdelen England, i den centrala delen av landet, 290 km norr om huvudstaden London. Addingham ligger 108 meter över havet och antalet invånare är 3 287.
Terrängen runt Addingham är huvudsakligen kuperad, men åt nordost är den platt. Addingham ligger nere i en dal. Runt Addingham är det mycket tätbefolkat, med 1 266 invånare per kvadratkilometer. Närmaste större samhälle är Bradford, 18,8 km sydost om Addingham. Trakten runt Addingham består i huvudsak av gräsmarker.